# Soriewnowanije (obwód kemerowski)
Soriewnowanije (ros. Соревнование) – osiedle w Rosji, w obwodzie kemerowskim, w rejonie promyszlennowskim. W 2010 liczyło 357 mieszkańców.